# Трям! Здравствуйте!
«Трям! Здравствуйте!» — советский рисованный мультипликационный фильм по одноимённой сказке Сергея Козлова, о том, как Медвежонок подарил друзьям Ёжику и Зайцу сказочную страну Тилимилитрямдию. Снят режиссёром Юрием Бутыриным в ТО «Экран» в 1980 году.
В фильме звучит песня «Облака» на слова Сергея Козлова и музыку Владимира Шаинского (начало припева: «Облака — белогривые лошадки…»).

## Сюжет
Главные герои мультфильма — Медвежонок, Ёжик и Заяц.
У Зайца сегодня день рождения, и Ёжик собирает ему в подарок ромашки. В это время Медвежонок рассказывает Ёжику о сказочной стране Тилимилитрямдии, которую он целую ночь выдумывал. В этой стране все говорят друг другу «Трям!», что переводится как «Здравствуйте!».
Сорванные ромашки уносят Медвежонка и Ёжика в небо, где они ходят и прыгают по облакам. Внезапно Ёжика и Медвежонка с земли окликает Заяц, искавший их целый день. Медвежонок, до этого говоривший, что дружит только с Ёжиком, берёт у последнего одну ромашку и прыгает с ней, как с парашютом, с облака. Но в полёте у ромашки облетают все лепестки, и Медвежонок начинает падать на землю. Заяц, поднимающийся вверх на одуванчиках, ловит его, но выпускает одуванчики, и они с Медвежонком продолжают падать уже вместе. Тогда Ёжик, оседлав облако, успевает поймать их обоих, и они все дружно на облаках, превратившихся в сказочных лошадей, улетают в сторону заката. По дороге теряют одну ромашку, но Медвежонок возвращается за ней.

## Создатели
| Автор сценария             | Сергей Козлов |
| Режиссёр                   | Юрий Бутырин |
| Художник-постановщик:      | Татьяна Абалакина |
| Композитор                 | Владимир Шаинский |
| Оператор                   | Владимир Милованов |
| Звукооператор              | Виталий Азаровский |
| Роли озвучивали:           | - Клара Румянова — Ёжик / исполнение песни «Облака — белогривые лошадки» - Георгий Бурков — Медвежонок - Маргарита Корабельникова — Заяц (в титрах не указана) |
| Художники-мультипликаторы: | Юрий Бутырин, Владимир Спорыхин, Борис Тузанович, Н. Базельцева, Игорь Самохин                                                                                 |
| Художники:                 | Жанна Корякина, Т. Кузьмина, Т. Великород, Александр Сичкарь, Александр Брежнев, Т. Степанова, Н. Дмитриева                                                    |
| Монтажёр                   | Любовь Георгиева |
| Редактор                   | Е. Ходина |
| Директор                   | Л. Варенцова |

## Мини-сериал
По словам Юрия Бутырина, ему хотелось снимать именно детские мультфильмы. Ему подходили по тематике короткие детские сказки Сергея Козлова с их сквозными персонажами. Бутырин планировал снять множество эпизодов, но после первых трёх («Трям! Здравствуйте!», «Зимняя сказка» и «Осенние корабли») удалось снять только последнюю ленту «Удивительная бочка», после чего Козлов, по какой-то причине, охладел к идее Бутырина. В итоге получился мини-сериал, в котором каждая серия соответствовала какому-то времени года.

### Комментарии
1. ↑  Имя и отчество уточнены по статье Георгия Бородина и некрологу на сайте Охотники.ру[7][8].